# Pedro Fourier
Pedro Fourier (em francês:  Pierre Fourier) (Mirecourt, 30 de novembro de 1565 — Gray, 9 de dezembro de 1640) foi um religioso e reformador francês canonizado pela Igreja Católica. Foi o fundador da Ordem dos Cónegos Regrantes de Santo Agostinho. Também fundou, junto com Madre Alix, sua paroquiana, a Congregacion de Notre Dame, no Brasil, Congregação de Nossa Senhora - Cônegas de Santo Agostinho no natal de 1597.
Foi beatificado em 29 de janeiro de 1730 pelo Papa Bento XIII e canonizado em 27 de maio de 1897 pelo Papa Leão XIII. Sua data festiva no calendário litúrgico é o dia 9 de dezembro.